# 激論!コロシアム 〜これでいいのか?ニッポン〜
『激論!コロシアム 〜これでいいのか?ニッポン〜』（げきろんころしあむ これでいいのか?にっぽん）は、テレビ愛知が毎週土曜日の19:30から20:54までの84分間（2015年1月10日から2016年3月19日は19:54から20:54まで）の枠で放送していた討論エンターテインメント番組である。初回放送は2013年8月31日。通称（略称）は激論コロシアム：「激!コロ」、土曜コロシアム：「サタコロ」。

## 概要
TXN系ローカルセールス枠にて、2013年秋の改編でゴールデンタイムの大型企画として、直前の時間枠に放送される「花田☆温水 おじさんぽ」と同時にスタートした。
キャッチフレーズとして
を掲げ、政治の内政、外政、経済、文化、スポーツのジャンルからテーマを設け、その日の議題をVTRで提示し、ゲストらと議論を交わす構成になっている。2014年現在は、基本的に撮って出しの形で、放送当日の午後に収録し、略編集を入れず放送される。なお、放送開始当初の数回は生放送の回もあった。
また、収録前の12:00頃には、ニコニコ生放送にて、番組MCである堀と春香が進行役となり「堀潤のウソは許さん!」を配信している。配信開始から暫くは進行役2人によるトークの構成だったが、2014年初頭以降はその日の討論ゲストが1名加わり、当日の討論テーマに関連する内容となっている。
番組の特徴として、放送中に番組スタッフが番組内容についてtwitterでツイートを行っている。ハッシュタグ「#gekicolo」で視聴者から意見を募っており、生放送の回でも取り上げられた。土曜コロシアムから、ハッシュタグは「#サタコロ」に変わった。また、テレビ愛知のメールマガジン登録者に対して、事前に討論内容に関係するアンケートがメール送信され、ウェブで回答を集めたり、観覧募集を行い番組の収録模様の見学が可能となった。
2014年12月20日放送分にて、2015年1月10日から放送開始時間が19:54に短縮される事が発表された。
視聴率は、2014年1月17日放送分で、名古屋地区の瞬間最高視聴率8.9%を記録した。
2015年9月18日に局が会見を行い、番組タイトルを『情報バラエティ 土曜コロシアム』と改称し、番組ジャンルも討論形式から情報バラエティ番組としてリニューアルする事を発表した。また、レギュラー出演者も現在の3人に加え討論ゲストで出演していたフィフィと水道橋博士が加わる事が決まった
2016年3月19日を以って番組終了。MCの石原は同局で翌月4月17日より日曜午後枠で開始される『データで解析!サンデージャーナル』に引き続き出演する。
2022年11月19日に約6年半ぶりに復活特番が編成され、番組タイトルも開始当初の『激論!コロシアム 〜これでいいのか?ニッポン〜』に戻る。レギュラー時代の出演者からはMCの石原とコメンテーターの井上が続投するが、サブMCは一新される。
2023年2月25日に『激論コロシアム～これでいいのか？ニッポン～ 鈴木宗男氏が参戦！“プーチンの戦争”大論争SP』を放送。MC、サブMCは2022年の復活特番と同じメンバーであり、井上も続投する。

## コーナー

### 過去のコーナー
放送時間短縮前まで放送されていたコーナーである。
注目春香の…ここが気になる!
春香が議題提案とは別に、独自のポイントをパネルを用いて解説するコーナーである。基本的にはこのコーナーを行うが、討論の展開によってコーナーの扱いが無くなった放送回もある。
春香のお疲れ
討論終了後に、春香が討論ゲストの人となりをインタビューするコーナーである。政治家や経済人などに関わり無くインタビューする。しかし、2014年3月8日放送分では、インタビューする予定であったゲストの田嶋陽子が討論内容に不満があってコーナーをボイコットして帰京したため、堀と一緒にコーナーを進行した。

## 出演者

### 番組終了まで

#### MC（メインキャスター）
- 石原良純
- 堀潤
- 春香クリスティーン

#### レギュラーコメンテーター
- 水道橋博士（浅草キッド）
- フィフィ
- 井上和彦（軍事ジャーナリスト）

### 過去

#### レギュラーコメンテーター
- 北野誠
- 細川昌彦（中部大学教授）

#### 進行
- 相澤伸郎（テレビ愛知アナウンサー）

### 復活特番

#### MC（メインキャスター）
- 石原良純

#### 進行
- 渡辺真理
- 本田剛文（BOYS AND MEN）

## スタッフ
- ナレーター：鈴木林蔵、松のちよみ[5]、関智一（復活特番のみ）
- 音効：音響企画
- TK：近藤理恵
- タイトルCG：アイプロ、トキ・テック
- 装飾：第一舞台
- LEDディスプレイ：日本ユーザック、関西光電
- スタイリスト：早川季公子、尾関寛子、池田木綿子
- メイク：冨田直子
- 衣裳協力：富岡株式会社 名古屋支店、エフワン、カトー
- 広報：八木一友
- 編成：伊藤嘉章
- AP：櫻井由佳里
- FD：水野幹夫、小島麻美
- LED制作：渡邊雅之、メイテツコム
- PD：藤本芳隆
- ディレクター：鈴木正彦、藤井寿光、葛巻勝俊、山中和幸、早川正平
- 構成：上田信彦（2015年10月 - )
- 総合演出：桐山洋介
- プロデューサー：林雪彦
- ゼネラルプロデューサー：守安正樹（報道制作局長兼解説委員長）[6] 2015年7月1日 -
- 技術協力：アイプロ、日経映像、UPRISE STUDIO（2015年10月 - )
- 制作著作：テレビ愛知

### 過去のスタッフ
- 広報：宿田裕子、安松侑哉
- 編集：伊藤弘道
- FD：蟹江孝、小島麻美
- LED制作：小池修平
- ディレクター：加藤万理、伊藤正興、池田雅史、水野敬三、福島正修、新井亮、小栗弘
- 総合演出：神原耕治、深井紀行、那須義元、藤原昭彦
- プロデューサー：市川達彦
- ゼネラルプロデューサー：森瀬康文（当時：報道制作局長兼解説委員長、現：編成局長）[7]
- 技術協力：テレビシティ（2015年4月 - 9月)

## 放送時間
- 土曜 19:30 - 20:54 （2013年8月31日 - 2014年12月20日）
- 土曜 19:54 - 20:54 （2015年1月10日 - 2016年3月19日）
- 2022年11月19日 18:30 - 19:58（復活特番）
- 2023年2月25日 19:58 - 20:54（復活特番）